# Frieda Belinfante
Frieda Belinfante (Ámsterdam, Países Bajos, 10 de mayo de 1904 – Santa Fe, Nuevo México, Estados Unidos, 5 de marzo de 1995) fue una violonchelista y directora de orquesta, además de lesbiana prominente y miembro de la Resistencia holandesa durante la II Guerra Mundial. Después de la Guerra, Belinfante emigró a los Estados Unidos y continuó su carrera musical. Fue la fundadora y directora de la orquesta Orange County Philarmonic.

## Genealogía
Hija de Aaron Belinfante y Georgine Antonieta Hesse, Frieda era descendente de una línea de sefardíes portugueses que llegaron a Holanda en el siglo XVII y cuya ascendencia portuguesa se remontaba al siglo XVI. Otros descendentes famosos de la familia incluyen a los escritores Emmy Belinfante e Isaac Cohen Belinfante, al teólogo judío Moisés Cohen Belinfante y a la periodista Emilie Belinfante (la más joven). Muchos de los descendentes de la familia Belinfante murieron durante el Holocausto.

## Inicios

### Estudios
Belinfante nació en una familia musical. Su padre, Aron, era un destacado pianista y profesor en Ámsterdam; había presentado por primera vez todo el ciclo de sonatas de Beethoven en una sola temporada en el Concertgebouw de Ámsterdam. Belinfante comenzó sus estudios de violonchelo a la edad de diez años. Se graduó en el Conservatorio de Ámsterdam e hizo su debut profesional en la sala de conciertos Kleine Zaal del Concertgebouw a los diecisiete años, acompañada al piano por su padre. Su padre murió pocos meses después. Tras de su debut, Belinfante estudió de forma intermitente con el violonchelista Gérard Hekking en París, con quién desarrolló una estrecha amistad.

### Vida profesional
Después de dirigir varios grupos de cámara en la educación secundaria y en la universidad, Belinfante fue invitada por la dirección de la Concertgebouw, con el apoyo otras mujeres en el grupo de artistas «Kunst voor Allen» (en español, «Arte para Todos»), a formar la Het Klein Orquesta el 1937, una orquesta de cámara de la que se convertiría en directora de orquesta y artística en 1941. Belinfante se convirtió así en la primera mujer de Europa en ser directora artística y directora de un conjunto orquestal profesional activo. A la vez, Belinfante actuaba semanalmente como directora invitada en la Radio Nacional de Holanda y trabajaba como directora invitada con orquestas en los Países Bajos y el norte de Europa. El verano de 1939, Belinfante asistió a una clase magistral del Dr. Hermann Scherchen en Neuchâtel (Suiza), para perfeccionar sus habilidades de dirección. En reconocimiento a sus capacidades, Scherchen le concedió el primer premio entre más de doce directores profesionales masculinos también inscritos en esta clase; el premio también incluyó un concierto con la Orquesta de la Suiza Romanche en Montreux.

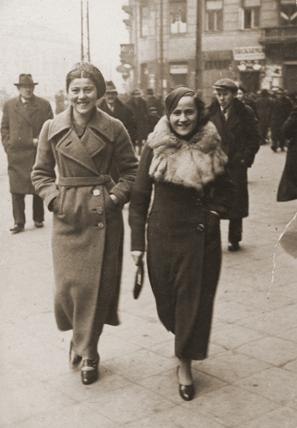
Frieda Belinfante y su prima Ita Rosenzweig

La ocupación nazi interrumpió su carrera musical, que no retomó hasta después de la Guerra.

## Vida durante la Guerra

### Resistencia holandesa
Belinfante se convirtió en una buena amiga del artista Willem Arondeus, uno de los líderes de Raad van Verzet (en español, «Concilio de resistencia») y abiertamente homosexual. Ella contribuyó activamente a la resistencia holandesa, principalmente realizando falsificaciones de documentos personales para judíos. Junto con Arondeus, formó parte del grupo de resistencia CKC, que organizó y ejecutó la voladura del registro civil de Ámsterdam el 27 de marzo de 1943, que destruyó miles de fichas, obstaculizando así los intentos nazis de detectar documentos falsificados con los documentos del registro.
El grupo CKC fue objeto de investigación por la Gestapo después del atentado, forzando a Belinfante y otros miembros a esconderse. Belinfante tuvo conocimiento de las detenciones y ejecuciones de los otros miembros del CKC, incluyendo Arondeus. Se disfrazó de hombre y vivió con amigos durante tres meses, antes de ser rastreada por los nazis.

### Fuga de los Países Bajos
La resistencia la ayudó a evitar la captura y a cruzar la frontera con Bélgica y Francia, donde la resistencia francesa la ayudó a alcanzar Suiza. Junto con su compañero, tras llegar a la frontera en invierno de 1944, se vieron obligados a atravesar los Alpes a pie, para llegar con seguridad. Su antiguo maestro, Hermann Scherchen, la salvó de ser expulsada de Suiza, verificando que era ciudadana holandesa y su antigua alumna. Al llegar a Montreux se le dio la condición de refugiada y trabajó durante un breve periodo como granjera. Belinfante fue repatriada a los Países Bajos en cuanto acabó la guerra.

## Orange County Philarmonic

### Orígenes y fundación
Belinfante emigró a los Estados Unidos en 1947, donde se estableció finalmente en Laguna Beach (California). En 1949 se unió a la facultad de música de la UCLA. Con el deseo de continuar su actividad como directora, en 1953 formó un grupo que nombró The Ven Street Players, un conjunto orquestal de colegas de las universidades locales, así como músicos de estudio de Hollywood.
Una excelente actuación de The Ven Street Players en el Redlands Bowl, bajo la dirección de Belinfante, convenció  a los líderes cívicos y culturales locales para invitar a Belinfante a dirigir un conjunto orquestal permanente en el Condado de Orange. Así se convirtió en la directora artística, fundadora y directora musical de la nueva Orange County Philharmonic Society, que se inscribió como una organización sin ánimo de lucro, exenta de impuestos, en 1954 y se convirtió en el primer conjunto orquestal del Condado de Orange. Belinfante continuó empleando a los músicos de The Ven Street Players en la nueva orquesta de la Sociedad Filarmónica.

### Bajo la batuta de Belinfante
Los conciertos del Orange County Philharmonic Orchestra eran gratuitos para el público, financiados íntegramente por donaciones de los patrocinadores y los abonados. Los músicos de la orquesta acordaron donar su tiempo para los ensayos, con el permiso de sus delegados sindicales, mientras recibían una comisión por las actuaciones, como hacía la misma Belinfante. Belinfante insistía en estos acuerdos con los patrocinadores y en que todos los conciertos se mantuviesen gratuitos para todos los asistentes. La junta directiva aprobó las sugerencias de Belinfante con la intención de mantener una orquesta profesional residente en el condado.

### Fin de la relación
La participación de Belinfante en la Orange County Philarmonic llegó a un abrupto final en 1962, cuando su contrato no fue renovado. Las presiones financieras habían aumentado debido al sindicato de músicos, que quería que los músicos cobrasen los ensayos. Además, los miembros de la directiva y de la comunidad sintieron que un director masculino elevaría el prestigio de la orquesta y aumentaría los ingresos. En una entrevista de 1994, Belinfante especuló con que los rumores sobre su orientación sexual fueron utilizados para calmar las objeciones a su despedido. Belinfante dejó su posición como directora artística y musical, pero siguió dirigiendo el programa de orquestas jóvenes durante dos temporadas más. La orquesta se disolvió y el presidente de la junta, Clifford Hakes, anunció ena los diarios locales que «La Orange County Philharmonic Society seguirá funcionando completamente independiente de cualesquier artistas y orquestas que podamos representar [...]» La organización se convirtió en una organización que contrataba a artistas invitados en la temporada 1962-63, como pasó con muchas instituciones en los Estados Unidos durante las siguientes décadas.

## Crítica
Las grabaciones de Belinfante son pocas y de escasa calidad. No sobrevivió ninguna grabación de sus actuaciones de radio anteriores a la Guerra y sólo la última grabación de su carrera americana se conserva en archivo. Sin embargo, más de tres décadas de revisiones críticas internacionales documentaron las superlativas dotes musicales de Bellinfante. Su técnica de dirección se caracterizaba por su dominio del estilo de la época, cohesión de conjunto, técnica de batuta clara y decisiva, texturas transparentes del conjunto, claridad rítmica, y la realización de todas las actuaciones sin partituras.
Como solista de violonchelo y viola de gamba, destacó por su visión particular en la música de Johannes Brahms y Johann Sebastian Bach, especialmente las Suites para Violonchelo BWV 1007-1012. Sus actuaciones en solitario, en conciertos y de cámara, se caracterizaron por una singular belleza del tono, la entonación impecable y legato, la técnica completa, profunda implicación con la música y una interpretación expresiva libre de manierismo. Su repertorio se extendía por todas las épocas, incluyendo obras desde el barroco, hasta los compositores contemporáneos de la época, especialmente los que trabajaban en los Países Bajos y Francia. En particular, su estrecha asociación con la compositora holandesa Henriëtte Bosmans, a quien estrenó su Segundo Concierto para Violonchelo en 1923; ambas fueron también pareja de 1920 a 1927.

## Últimos años
Belinfante continuó sus actividades musicales a escala reducida después de su expulsión de la Orange County Philharmonic. Belinfante estableció un estudio privado en Laguna Beach, en el que se estrenaron numerosos músicos. También formó parte de la junta directiva de Laguna Beach Chamber Music Society, en calidad de agente y asesor artístico, durante más de 20 años.
Belinfante resumió su carrera en una entrevista para Los Angeles Times: «[...] Era demasiado pronto para mí. Yo tengo que nacer de nuevo. Podría haber hecho más, es lo que me entristece. Pero no soy una persona infeliz. Busco lo siguiente que hacer. Siempre hay algo que hacer todavía.»
En sus últimos años recibió el reconocimiento de sus logros. En 1987 el Orange County Board of Supervisors y la ciudad de Laguna Beach declararon el 19 de febrero «día de Frieda Belinfante», en honor de sus contribuciones a la cultura musical de la región. La vida de Belinfante fue retratada en un documental, «But I Was a Girl» en 1999. Su historia también formó parte de la exposición, financiada por el gobierno holandés, sobre la persecución de gais y lesbianas durante la II Guerra Mundial. En 1994, el Museo del Holocausto reconoció oficialmente las contribuciones de Belinfante a la resistencia durante la II Guerra Mundial.
Falleció de cáncer en 1995, a los 90 años, en Santa Fe (Nuevo México).